# Riu subterrani de la Boisha
El riu subterrani de la Boisha (occità: de la Boisha; francès: de Labouiche) és una llarga cavitat subterrània situada dins dels municipis de Vernajòl i Baulon, al departament francès de l'Arieja. Es troba també dins del perímetre del Parc Natural Regional dels Pirineus de l'Arieja
La cavitat amaga un jaciment prehistòric que data del Magdalenià (17-14 000 BP).

## Història
L'agost de 1908, el doctor Jules Dunac, establert a Foix des de 1898, va descobrir el riu subterrani. Acompanyat dels seus dos fills i dos joves oficials, inicià l'exploració pujant a un primer sifó situat a 280 m de l'entrada denominat en occità Aiga Perdent (via d'aigua).

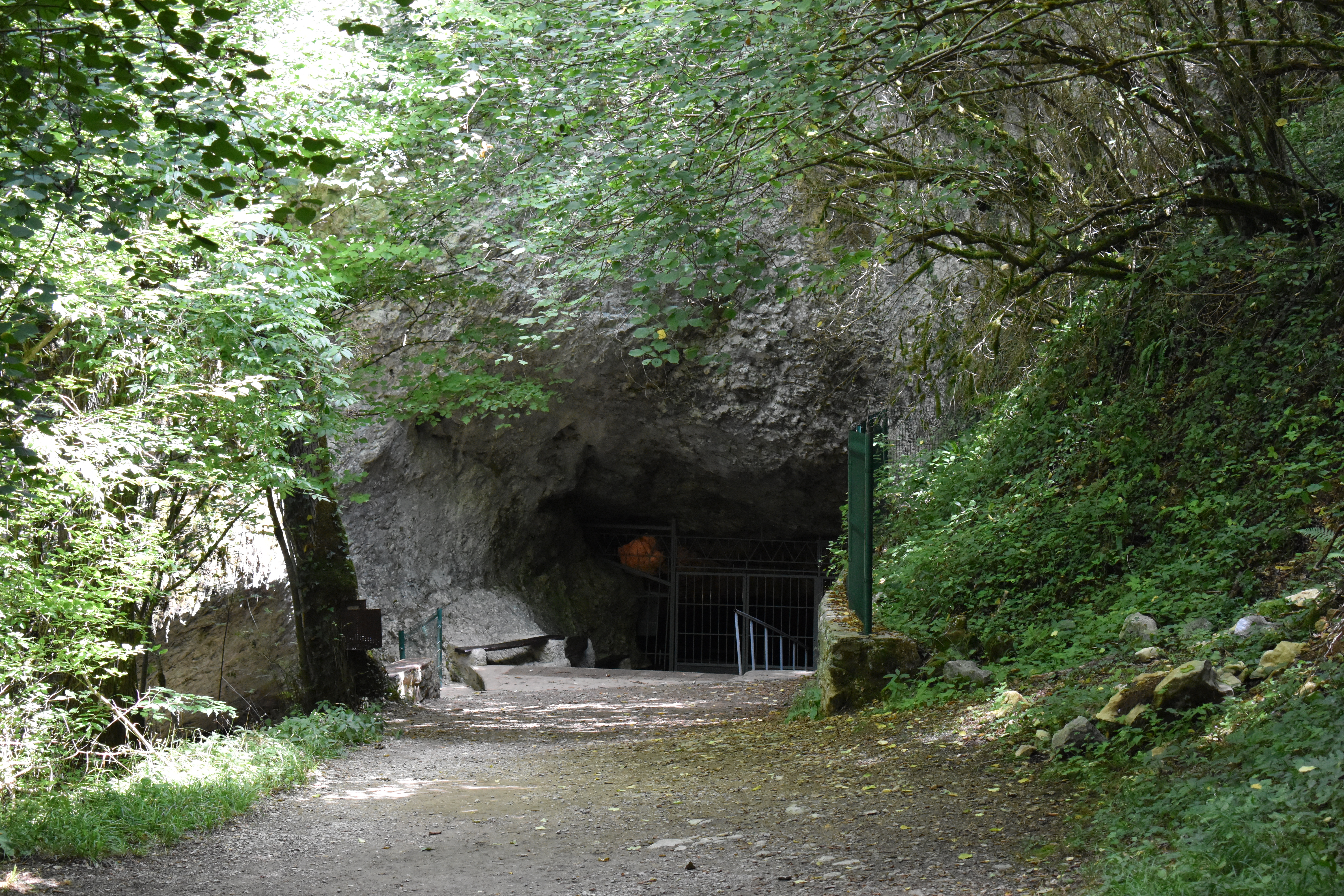
Boca d'entrada a la cavitat.

L'exploració va continuar entre 1909 i 1912, en companyia del doctor Pierre Crémadells i de l'espeleòleg Édouard-Alfred Martel.
L'any 1935, Paul Salette i Pierre Crémadells, ajudats per Norbert Casteret i Joseph Delteil, van descobrir 3.800 m de xarxa activa, però es van trobar amb un segon sifó aparentment intransitable. Paul Salette va fundar una empresa agrària per a l'explotació turística de la cova i el seu desenvolupament (electrificació, seguretat, construcció d'una plataforma d'embarcament, col·locació d'un cable per transportar vaixells, etc.). El riu subterrani es va obrir al públic l'any 1938.
Durant la Segona Guerra Mundial les visites al jaciment es van interrompre. Tot i així, entre els anys 1940 i 1943 Louis Méroc i Émilien Soulier hi van fer recerques arqueològiques i van descobrir restes prehistòriques i gal·loromanes. L'any 2015, una immersió al sifó aigües amunt no va permetre descobrir l'origen del riu.

## Descripció
El desenvolupament (longitud acumulada de les galeries interconnectades que conformen una xarxa subterrània) de la cavitat és de 3.850 m.

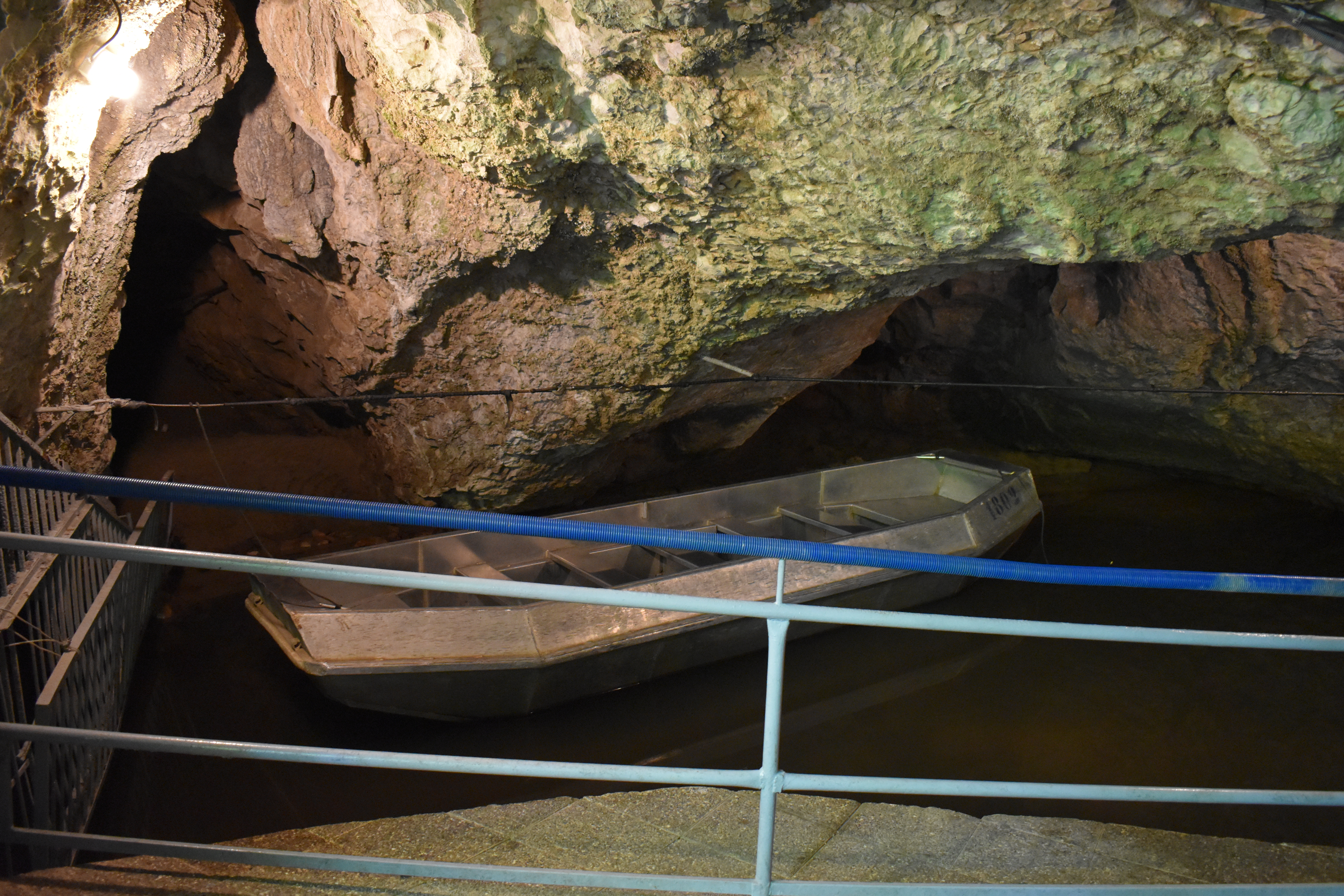
El passeig en barca hi és possible.

S'hi poden recorre 1,5 km amb vaixell (calen dos trasllats) 60 m sota terra, en galeries altes o baixes, il·luminades o a les fosques. És el riu subterrani navegable més llarg d'Europa obert al públic.

## Restes arqueològiques
S'hi ha pogut testimoniar una ocupació prehistòrica que data del Magdalenià recent (paleolític superior) a les galeries superiors del riu. S'hi van descobrir eines i armes fetes amb sílex i banya de ren, i art portàtil (plaques de gres gravades, que representen entre d'altres un lleó). També s'hi van trobar restes de cérvol, i un bisó modelat en fang.
Les representacions de lleons són rares en l'art rupestre, només se'n coneixen 150, de les quals 120 provenen de l'actual estat francès. Tres quartes parts d'aquest total provenen de les coves de Chauvet (75), Rocador (22) i Las Caus (11).
També s'hi van trobar restes de l'època gal·loromana.